# Dmitri Lázarev
Dmitri Guennádievich Lázarev (en ruso: Дмитрий Геннадьевич Лазарев; Moscú, 17 de enero de 1975) es un entrenador de natación ruso,  Entrenador Emérito de Rusia y  Maestro del Deporte de la URSS en natación.

## Biografía
Lázarev se graduó con honores de la Academia Estatal de Cultura Física de Moscú (MSAPC) en 1996. Tiene más de 25 años de experiencia trabajando con niños y atletas de élite, comenzando con grupos de principiantes.
En reconocimiento a sus logros como entrenador, fue galardonado con el título honorífico de Entrenador Emérito de Rusia en 2018. En 2022, fue galardonado con la  Medalla de la Orden al Mérito de la Patria (I grado).
Bajo su dirección, no solo se han entrenado medallistas olímpicos y poseedores de récords mundiales, sino también numerosos Maestros del Deporte y Candidatos a Maestro del Deporte. Lazarev también ha trabajado en el club internacional «Energy Standard» y es uno de los principales entrenadores de la selección nacional de natación de Rusia.

## Alumnos notables
Kliment Kolesnikov
- Dos veces medallista en los Juegos Olímpicos de 2020 (plata en los 100 metros espalda y bronce en los 100 metros estilo libre).

- Seis veces campeón mundial en piscina corta.

- Tres veces medallista en los Campeonatos Mundiales de 2019.

- Seis veces campeón europeo y trece veces campeón europeo en piscina corta.

- Seis veces campeón en los Juegos Olímpicos de la Juventud de 2018.

- Dos veces poseedor del récord mundial y seis veces anterior poseedor del récord mundial. Múltiple poseedor del récord europeo y poseedor del récord ruso.

Maxim Stupin
- Medallista de bronce en la Universiada de Verano de 2019.

- Participante en los Juegos Olímpicos de Verano de 2021.

- Múltiple ganador y medallista en los Campeonatos y Copas de Rusia en natación, y en la competición internacional «Vladimir Salnikov Cup».

## Actividades actuales
Dmitri Lázarev continúa su activa participación en la natación como entrenador principal, preparando a atletas de élite. En particular, sigue siendo el entrenador personal de Kliment Kolesnikov, quien aspira a competir en el Campeonato Mundial de Natación de 2025.
Además, participa activamente en eventos profesionales de entrenamiento. En octubre de 2024, fue orador en el foro anual de entrenadores de natación, presentando un enfoque integral para el desarrollo a largo plazo de los nadadores, cubriendo áreas como la planificación a largo plazo, el establecimiento de objetivos, el diseño de microciclos, la gestión de la carga de trabajo, el apoyo médico y la preparación psicológica.
También trabaja como entrenador principal en la Academia de Natación de Moscú, aprovechando su amplia experiencia con atletas de todos los niveles, desde principiantes hasta maestros del deporte.

## Premios
- En 2018, recibió el título deportivo honorífico de Entrenador Emérito de Rusia.[2]

- Por decreto del presidente de la Federación Rusa, de fecha 1 de julio de 2022, recibió la Medalla de la Orden al Mérito de la Patria (I grado).[3]